# 约翰·埃拉德·戈尔
约翰·埃拉德·戈尔（英語：John Ellard Gore；1845年—1910年）是一位爱尔兰业余天文学家暨多产的作家，也是英国天文协会创始会员之一。
他主要专著于寻找变星，曾发现了包括1884年的天鹅座 W、1885年的猎户座 U等多颗变星，并独立地发现了英仙座新星。 2009年国际天文学联合会以他的名字命名了月球上的戈尔陨石坑。

## 早期生活
1845年约翰·埃拉德·戈尔出生于爱尔兰韦斯特米斯郡的阿斯隆，是约翰·里伯顿·戈尔和弗朗西丝·布拉巴赞·埃拉德的长子，他共有3个弟弟和1个妹妹。戈尔家族是第一男爵保罗·戈尔爵士的后裔，约翰的曾祖父为第一男爵亚瑟·戈尔爵士（保罗·戈尔的次子）。约翰曾就读于都柏林三一学院，1865年获得土木工程文凭。

## 职业生涯
约翰·戈尔在被任命为印度公共工程部西赫敦运河项目副工程师前，曾在爱尔兰做过二年的铁路工程师。1877年曾回爱尔兰休假二年，并一直与父亲住在斯莱戈郡的巴利萨代尔。工作11年后，他于1879年退休，并在1894年父亲去世后，移居到都柏林，在那儿他毕生致力于天文事业。

## 天文事业
戈尔没有受过正规的天文学培训，他在印度工作时就开始研究天空。当时，他仅靠肉眼、双筒望远镜、一架3英寸的望远镜和一具10厘米的赤道装置望远镜。他撰写的第一本书《小望远镜观察的南方天体》于1877年在印度出版。
在1877年回到爱尔兰时，所使用的只有一架3英寸望远镜和一具双筒望远镜。他先是在斯莱戈郡，后又在都柏林诺顿兰德街3号架设了一座观测台。他最大的贡献是对双星和变星的研究，并发表了变星和双星星表。
1910年7月18日他在都柏林一次街头事故中不幸罹难。

## 遗产
2009年国际天文学联合会以戈尔之名命名了一座位于月球正面北极附近的撞击坑。

## 备注
1. 1 2  Shears, Jeremy. . arXiv:1203.6467 .
2. ↑  E. Briggs. .   [2014-01-29]. （原始内容存档于2021-01-25）.
3. ↑  FitzGerald, A. P. . Irish Astronomical Journal. 1966, 7 (7/8): 213–219  [2016-01-28]. Bibcode:1966IrAJ....7..213F. （原始内容存档于2022-06-24）.
4. ↑  . Monthly Notices of the Royal Astronomical Society (London: Royal Astronomical Society). 1911, 71 (4): 256–257  [2016-01-28]. Bibcode:1911MNRAS..71R.256.. doi:10.1093/mnras/71.4.256a. （原始内容存档于2022-06-24）.
5. ↑  Macpherson, Hector. . Popular Astronomy. 1910, 18 (9): 519–525  [2016-01-28]. Bibcode:1910PA.....18..519M. （原始内容存档于2022-06-24）.
6. ↑  Hollis, Henry Park. . The Observatory. 1910, 311 (425): 316–318  [2016-01-28]. Bibcode:1910Obs....33..311.. （原始内容存档于2019-06-08）.
7. ↑  Lynn, W. T. . Journal of the British Astronomical Association (London, Britain: British Astronomical Association). 1910, 20 (9): 483–484  [2016-01-28]. Bibcode:1910JBAA...20..483.. （原始内容存档于2022-06-24）.
8. 1 2   Hollis, Henry Park. . Lee, Sidney  (编). . London: Smith, Elder & Co. 1912.
9. ↑  Hollis, Henry Park; Elliott, Ian. . . Oxford, England: Oxford University Press. 2004. doi:10.1093/ref:odnb/33473. （原始内容存档于2017-11-13） 使用|archiveurl=需要含有|url= (帮助). |contribution=被忽略 (帮助);
10. ↑  Elliott, Ian. . Hockey, Thomas; Trimble, Virginia; Williams, Thomas R.  (编). . New York: Springer Publishing. 2007: 830–832  [2016-01-28]. ISBN 978-1-4419-9917-7. doi:10.1007/978-1-4419-9917-7_531. （原始内容存档于2019-06-29）.
11. 1 2  International Astronomical Union Working Group for Planetary System Nomenclature, , Gazetteer of Planetary Nomenclature,   [2016-01-28], （原始内容存档于2018-11-19）
12. ↑  Jay B. Holberg. . Praxis Publishing Limited, Chichester, UK. 2007-07-05: 92–. ISBN 978-0-387-48942-1.
13. ↑  Brück, M. T.; Conway-Piskorski, M., , Irish Astronomical Journal,   [2016-01-28], Bibcode:1998IrAJ...25...49B, （原始内容存档于2022-06-24）, see p. 50